# オトガイ筋
オトガイ筋（オトガイきん、かつては頤筋（いきん）とも、英語: mentalis）は人間の頭部の浅頭筋のうち、口唇周囲にかけての口筋のなかで、オトガイ部に梅干の種のようなしわを作り、隆起させる筋肉である。筋肉の一方が皮膚で終わっている皮筋である。
人間において、オトガイ筋の起始は下顎側切歯唇側面の歯槽隆起より起こる。

## 臨床
下顎が無歯顎の患者において、オトガイ筋の位置が歯槽堤に近接していることが義歯を作成する際にその形態に影響を与える。

## 画像

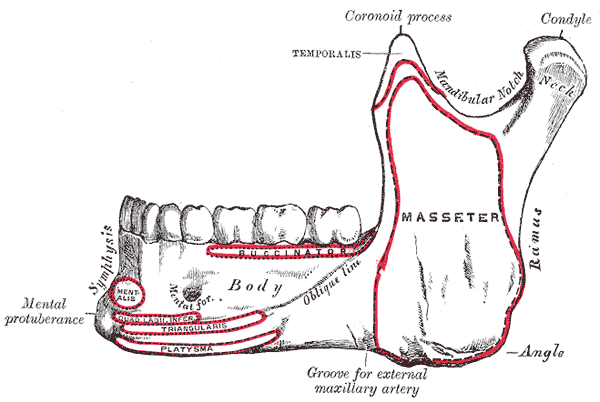
下顎骨の外側面。画像左にある、赤い小さい円の位置がオトガイ筋
オトガイ筋の位置。赤で示す